# Giuseppe Vittorio Alberti d’Enno
Giuseppe Vittorio Alberti d’Enno (* 24. Juli 1623 in Pergine Valsugana; † 31. Dezember 1695 in Trient) war von 1691 bis 1695 Fürstbischof von Trient.

## Herkunft und Ausbildung

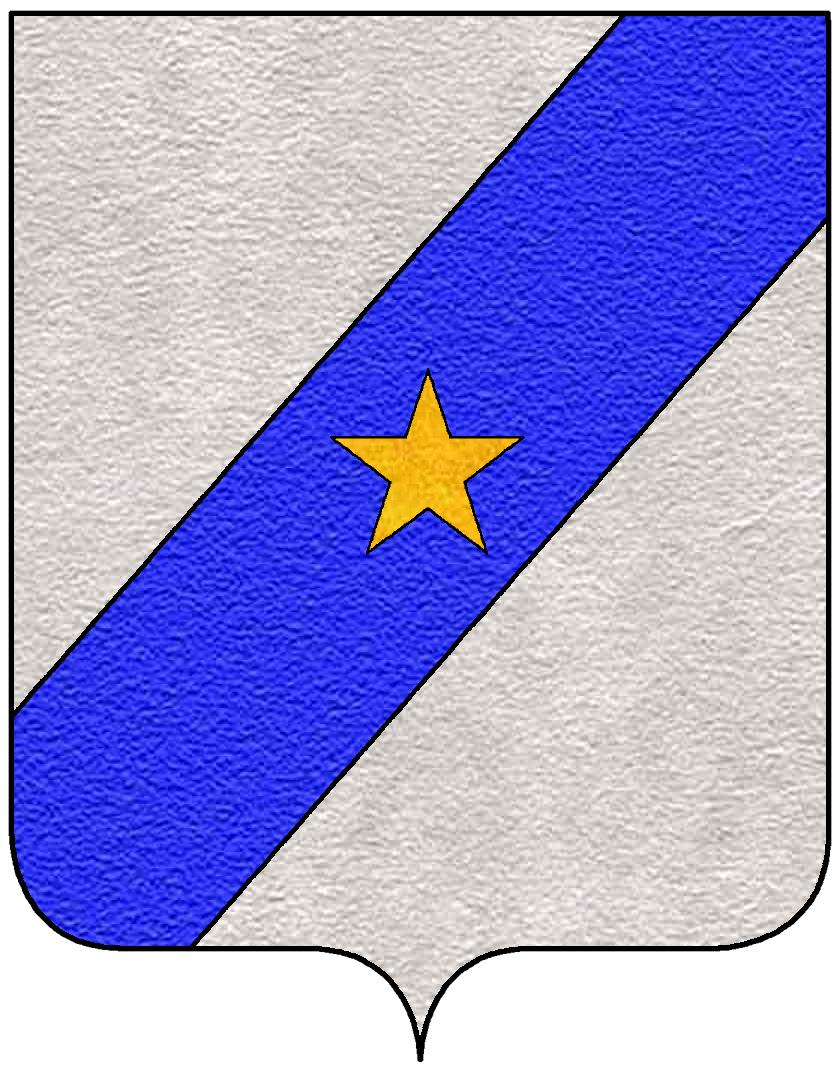
Wappen des Hauses Alberti d’Enno

Giuseppe Vittorio Alberti d’Enno wurde 1623 in Pergine Valsugana geboren. Seine Eltern waren der Schlosshauptmann Felice Alberti d’Enno und die aus Görz stammende Ginevra de Bellini. Die aus Denno im Nonstal stammende Familie Alberti d’Enno ist seit 1217 im Dienst der Trienter Bischöfe nachweisbar. Sie ist seit dem 16. Jahrhundert in Trient ansässig und wurde 1535 geadelt. Francesco Felice Alberti d’Enno, Bischof von Trient von 1758 bis 1762, war ein Großneffe von Giuseppe Vittorio.
Alberti d’Enno studierte in Trient und Padua, wo er 1648 zum Dr. iur. utr. promoviert wurde. Er wurde 1656 ins Trienter Domkapitel aufgenommen, amtierte von 1658 bis 1673 als Generalvikar des Bistums Trient, wurde 1664 Archidiakon und 1669 Domdekan. Am 20. Oktober 1669 wurde er zum Priester geweiht.

## Bischof
Nach dem Tod von Bischof Francesco Alberti di Poja wählte das Domkapitel Alberti d’Enno am 28. April 1689 zum Nachfolger. Aufgrund von Streitigkeiten zwischen Domkapitel und Kaiser über die Verwaltung während der Sedisvakanz, verzögerte sich der Amtsantritt Giuseppe Vittorios, der vorerst befristet Bistumsadministrator wurde. Nachdem die Parteien ihren Konflikt beigelegt hatten, wurde Alberti d’Enno am 10. Dezember 1691 als Bischof bestätigt und im April 1692 durch den Brixener Bischof Johann Franz Khuen von Belasi konsekriert. Alberti d’Enno veröffentlichte 1593 mit Ergänzungen versehenen Statuten der Diözese. Er erwarb sich Verdienste um die Rechte des Hochstiftes, war jedoch nicht frei von Nepotismus.
Alberti d’Enno starb am 31. Dezember 1695 in der bischöflichen Residenz und wurde im Dom von Trient bestattet.